# Simon Fisher-Becker
Simon Fisher-Becker, född 25 november 1961 i Ruislip i Hillingdon, London, död 9 mars 2025 i London, var en brittisk skådespelare. I den första Harry Potter-filmen spelade han den tjocke munkbrodern.

## Filmografi
- 2001 – Harry Potter och de vises sten (Tjocke munkbrodern)
- 1999 – Sweet Thing
- 1994 – Beg!
- 1992 – An Ungentlemanly Act
- 1990 – Arrivederci Roma